# Эль Чапо (телесериал)
«Эль Чапо» (исп. El Chapo) — американский криминальный телесериал о Хоакине «Эль Чапо» Гусмане совместного производства телеканала Univision и сервиса Netflix. Премьера сериала состоялась на Univision 23 апреля 2017 года; шоу стало доступно для просмотра онлайн на Netflix 16 июня 2017 года.
12 мая 2017 года Univision подтвердил, что сериал был продлён на второй сезон, премьера которого состоялась 17 сентября 2017 года. Финальный третий сезон вышел 9 июля 2018 года на Univision.

## Сюжет
Действие сериала начинается в 1985 году и рассказывает о восхождении Хоакина «Эль Чапо» Гусмана от простого члена картеля Гвадалахары до главы картеля Синалоа и о его стремительном падении.

## В ролях
- Марко де ла О — Хоакин Гусман, «Эль Чапо» («Коротышка»)
- Умберто Бусто — Конрадо Игуэро Соль, «Дон Соль»
- Алехандро Агилар — Тоньо
- Родриго Абед — Амадо Каррильо Фуэнтес
- Луис Фернандо Пенья — Армандо «Райо» Лопес
- Хуан Карлос Олива — Эктор Пальма
- Рольф Петерсон — Рамон Авенданьо
- Карлос Эрнан Ромо — Бенхамин Авенданьо
- Эктор Ольтен — президент Карлос Салинас
- Диего Васкес — Исраэль Самбада Гарсиа
- Тете Эспиноса — Чио
- Луис Рабаго — генерал Бланко
- Долорес Эредиа — Габриэла Сааведра